# Nhơn Thạnh Trung
Nhơn Thạnh Trung là một xã thuộc thành phố Tân An, tỉnh Long An, Việt Nam.

## Địa lý
Xã Nhơn Thạnh Trung nằm ở phía đông bắc thành phố Tân An, có vị trí địa lý:
- Phía đông giáp huyện Tân Trụ
- Phía tây giáp Phường 5
- Phía nam giáp xã Bình Tâm và huyện Châu Thành với ranh giới là sông Vàm Cỏ Tây
- Phía bắc giáp huyện Thủ Thừa.

Xã Nhơn Thạnh Trung có diện tích 8,71 km², dân số năm 2022 là 8.822 người, mật độ dân số đạt 1.012 người/km².

## Hành chính
Xã Nhơn Thạnh Trung được chia thành 5 ấp: Bình Trung 1, Bình Trung 2, Nhơn Thuận, Nhơn Trị 1, Nhơn Trị 2.

## Lịch sử
Sau năm 1975, Nhơn Thạnh Trung là một xã thuộc huyện Tân Trụ.
Ngày 11 tháng 3 năm 1977, Hội đồng Chính phủ ban hành Quyết định số 54-CP về việc thành lập huyện Tân Châu trên cơ sở huyện Tân Trụ và huyện Châu Thành. Khi đó, xã Nhơn Thạnh Trung thuộc huyện Tân Châu.
Ngày 19 tháng 9 năm 1980, Hội đồng Chính phủ ban hành Quyết định số 298-CP về việc đổi tên huyện Tân Châu thành huyện Vàm Cỏ. Khi đó, xã Nhơn Thạnh Trung thuộc huyện Vàm Cỏ.
Ngày 14 tháng 1 năm 1983, Hội đồng Bộ trưởng ban hành Quyết định số 05-HĐBT về việc sáp nhập xã Nhơn Thạnh Trung thuộc huyện Vàm Cỏ vào thị xã Tân An.
Ngày 24 tháng 3 năm 1994, Chính phủ ban hành Nghị định số 27-CP về việc thành lập Phường 5 trên cơ sở điều chỉnh 193 ha diện tích tự nhiên và 2.695 nhân khẩu của xã Nhơn Thạnh Trung.
Sau khi điều chỉnh địa giới hành chính, xã Nhơn Thạnh Trung còn lại 482,85 ha diện tích tự nhiên và 5.823 nhân khẩu.
Ngày 24 tháng 8 năm 2009, Chính phủ ban hành Nghị quyết số 38/NQ-CP về việc thành lập thành phố Tân An thuộc tỉnh Long An. Xã Nhơn Thạnh Trung trực thuộc thành phố Tân An.